# کاساپروتا
کاساپروتا (به ایتالیایی: Casaprota) یک کومونه در ایتالیا است که در استان ریتی واقع شده‌است.

## خصوصیات
کاساپروتا ۱۴٫۶ کیلومترمربع مساحت و ۷۶۲ نفر جمعیت دارد و ۵۲۳ متر بالاتر از سطح دریا واقع شده‌است.